# 언제나 함께
〈언제나 함께〉(いつもいっしょ 이츠모잇쇼[*])는 Aqua Timez가 2004년 아마추어 시절에 자체 제작한 싱글이다. 2006년 11월 1일에는 디지털 음원으로 발매했다.

## 삽입곡
1. 〈언제나 함께〉 (いつもいっしょ)
2006년 11월 1일엔 디지털 음원으로 발매되었다.
앨범 《바람을 모아서》의 13번째 곡으로 수록되었다.
2. 〈괜찮아.〉 (だいじょうぶ。 다이조부[*])
2006년 7월 26일에 발매된 SMAP의 음반 《Pop Up! SMAP》에 제공한 곡이다.
3. 〈보너스트랙〉 (ボーナストラック)
수록곡은 〈내게 걸맞는 러브송〉(等身大のラブソング 도신다이노라부송구[*])이지만, 현재의 노래와는 가사가 조금 다르다.